# HiNA3 Message
「HiNA3 Message」（ヒナスリー・メッセージ）は、桂ヒナギク starring 伊藤静の3枚目のオリジナルアルバム。2013年9月25日にGENEON UNIVERSALよりリリースされた。

## 解説
前作『HiNA2 Spring has come!!』以来、約2年ぶりのアルバムリリースとなった。
今回より、初回限定盤には特典BD/DVDが付属し、それぞれのディスクには「クリスマスの少年」のミュージック・ビデオ、「春ULALA♥LOVEよ来い!!!」のノンクレジットOPムービー、「ダイキライは恋のはじまり」のノンクレジットEDムービーが収録されている。
今作の収録曲は、雨をテーマにした曲がほとんどであり、収録曲一曲目の「Message」は、ヒナギク役の伊藤が自ら作詞を手掛けた。
通常盤のジャケットイラストは、今までは原作者の畑健二郎が描き下ろしていたが、今回はテレビアニメ版の監督とキャラクターデザインを担当している、工藤昌史が描き下ろした。

## 収録曲

### CD
1. Message
  - 作詞：伊藤静／作曲：大森純／編曲：前口渉
  - 本アルバムのリード曲。ヒナギク役の伊藤が作詞を担当している。
2. 春ULALA♥LOVEよ来い!!!
  - 作詞：六ツ見純代／作曲：渡辺和紀／編曲：増田武史
  - 彼女の4thシングル。テレビアニメ『ハヤテのごとく! Cuties』オープニング・テーマ
3. Girls Power CARNIVAL!!
  - 作詞：六ツ見純代／作曲：大凪樹／編曲：佐々木裕
4. 雨色笑顔
  - 作詞：六ツ見純代／作曲：大塚英光／編曲：渡辺拓也
  - アルバムで一曲目の『雨』テーマの楽曲。ギターを中心としたアコースティック調に仕上がっている。
5. Good Morning
  - 作詞：春和文／作曲：森浩太／編曲：渡辺拓也
6. 1ミリ
  - 作詞：春和文／作曲：中野ゆう／編曲：佐々木 裕
  - 『雨』テーマ楽曲二曲目。エレクトロニクス調に仕上がっている。
7. ダイキライは恋のはじまり
  - 作詞：くまのきよみ／作曲：藤末樹／編曲：佐々木 裕
  - シングル『春ULALA♥LOVEよ来い!!!』カップリング曲。テレビアニメ『ハヤテのごとく! Cuties』第5話エンディング・テーマ。
8. まっすぐな虹
  - 作詞：くまのきよみ／作曲：山田智和／編曲：増田武史
  - 『雨』テーマ曲三曲目。雨が降っている最中から、雨が上がり虹が見えてくるまでの情景を描いたバラード調の曲。
9. また明日
  - 作詞：春和文／作曲：遠藤直弥／編曲：前嶋康明
10. プラネタサイリユム
  - 作詞：くまのきよみ／作曲：白戸佑輔／編曲：前口渉
11. Special Thanks -君へ-
  - 作詞・作曲：川崎里実／編曲：前口渉

### BD / DVD（初回生産限定盤のみ）
- クリスマスの少年 [MUSIC VIDEO]
- 春ULALA♥LOVEよ来い!!! ノンクレジットOPムービー
- ダイキライは恋のはじまり ノンクレジットEDムービー